# Камбьязо, Микеланджело
Микеланджело Камбиасо (итал. Michelangelo Cambiaso; Генуя, 21 сентября 1738 — Генуя, 14 марта 1813) — дож Генуэзской республики.

## Биография
Родился в Генуе в 1738 году. Сын Франческо Гаэтано Камбиасо и его жены Катарины Тасорелло. В молодости избрал церковную карьеру и стал папским вице-легатом в Болонье, но в итоге был вынужден отказаться от продолжения карьеры, чтобы продолжить род Камбиасо, и женился на кузине.
В один из самых неспокойных периодов в истории республики и Европы в целом был избран дожем в конце 1791 года, 182-м в истории Генуи. Был коронован в первые месяцы 1792 года в соборе Святого Лаврентия в ходе торжественной церемонии, к которой композитор Джан Лоренцо Мариани сочинил мессу.
Его мандат завершился в 1793 году. Между 5 и 6 июня 1797 года подписал секретное соглашение с Наполеоном Бонапартом в Монтебелло о переходе Генуи под протекторат Франции.
В 1798 году был назначен директором колледжа Сан-Джованни для детей-сирот и инспектором мест призрения. В 1800 году был назначен генералом Массена членом Комиссии по управлению Генуей. 26 октября 1805 года стал сенатором Французской империи  от фракции консерваторов.
Он умер в Генуе в 1813 году.